# UAE Tour (Frauenrennen)
Die UAE Tour im Frauenradrennsport wurde erstmals im Jahr 2023 in den Vereinigten Arabischen Emirate ausgetragen.
Wie das gleichnamige Männerrennen wird das Etappenrennen von RCS Sport und  dem Abu Dhabi Sports Council veranstaltet. Im Jahr 2023 führt das Rennen wie das Männerrennen über vier Tage vom 9. bis 12. Februar. Bereits in seinem ersten Austragungsjahr wurde der Wettbewerb in den Kalender der UCI Women’s WorldTour aufgenommen.

## Palmarès
| Jahr | Siegerin             | Zweite         | Dritte                       |
| ---- | -------------------- | -------------- | ---------------------------- |
| 2023 | Elisa Longo Borghini | Gaia Realini   | Silvia Persico               |
| 2024 | Lotte Kopecky        | Neve Bradbury  | Mavi García                  |
| 2025 | Elisa Longo Borghini | Silvia Persico | Kimberley Le Court de Billot |